# Sistema Ferroviario Oriental (Venezuela)

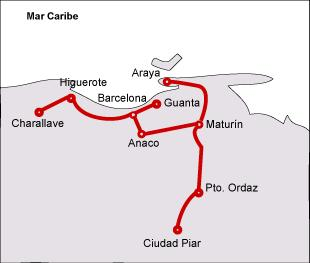
Sistema Centro Sur.

El Sistema Ferroviario Oriental es una de las etapas del desarrollo del Sistema Ferroviario Nacional de Venezuela.
Permitirá por un lado establecer vínculos de transporte masivo entre las zonas de producción industrial de las empresas básicas de Guayana y un puerto de exportación, y por el otro la conexión de esta zona con los centros de producción agrícola y pecuaria del centro del país. Conectará a los estados de Sucre, Estado Anzoátegui, Monagas y Bolívar con tres tramos. Entre Ciudad Guayana existe uno privado en operación, y el Guanta-Naricual está en desuso. Los demás no están construidos. El segundo puente sobre el río Orinoco se encuentra ya listo, su nombre es Orinokia.

## Tramos

### Guanta - Naricual
El tramo Guanta - Naricual, de 32 km, inaugurado en 1960, se ha ido deteriorando debido a la falta de mantenimiento. Actualmente dicha línea no está operativa y como consecuencia de su inactividad, la vía férrea y los terrenos han sido invadidos, siendo hasta ahora imposible impedir su ocupación. La región oriental está experimentando un gran auge como consecuencia de la apertura petrolera y se necesitará transportar grandes volúmenes de material proveniente de las diferentes áreas de producción y hacia un puerto de aguas profundas. El ferrocarril representó la mejor alternativa de transporte masivo de carbón, sin embargo esta actividad no está en operación, por lo que en el IAFE se está evaluando la vigencia de este ferrocarril.

### Ciudad Guayana - Maturín - Manicuare
El tramo que recorre los estados Bolívar, Monagas, y Sucre respectivamente Ciudad Guayana- Maturín - Manicuare,de 350 km, aún no está construido, debido a la insuficiencia, inseguridad y altos costes de las operaciones por el río Orinoco. Es necesario para cubrir las demandas presentes y futuras de transporte generado por la explotación minera e industrias básicas localizadas en el área de Ciudad Guayana, así como por lo inapropiado del sistema de carreteras para el manejo de cargas masivas.

### Anaco - Barcelona - Jose - Píritu - Higuerote - Tuy Medio
El tramo Anaco - Barcelona - Jose - Píritu - Higuerote - Tuy Medio, de 360 km, conectará la costa nororiental con el centro del país, facilitando el transporte de pasajeros.
- Datos: Q6129614